# Lorenzo Manta
Pour les articles homonymes, voir Manta.
Lorenzo Manta, né le 16 septembre 1974 à Winterthour, est un joueur de tennis suisse, professionnel entre 1992 et 2001.

## Biographie
Il a été entraîné par son père Leonardo, joueur de Coupe Davis en 1971.
Pendant sa carrière, il est en particulier arrivé en huitième de finale de Wimbledon en 1999 alors qu'il était issu des qualifications ; il élimina notamment le néerlandais Richard Krajicek (vainqueur en 1996) avant de tomber en huitième face au triple vainqueur de Roland-Garros, Gustavo Kuerten. Finaliste d'un tournoi ATP en double, il a atteint les quarts de finale du tournoi de Chennai et le 3e tour à Washington en 2000. Il possède à son palmarès un titre ITF en simple et 9 Challenger en double.
Il fut aussi membre de l'équipe de Coupe Davis suisse entre 1995 et 2001 où il jouait en de double avec Marc Rosset, puis avec son ami Roger Federer. En 2001 lors d'un quart de finale mémorable face à l'équipe de France, ils battent la paire Cédric Pioline et Fabrice Santoro en 4 h 30 (5-7, 6-3, 7-64, 63-7, 9-7). Il a remporté 9 matchs de double consécutifs à partir de 1997. Manta arrêtera prématurèment sa carrière en 2002 à cause de d'une blessure au coude.

## Palmarès

### Finale de double (1)
| No | Date       | Nom et lieu du tournoi   | Catégorie   | Dotation  | Surface    | Vainqueurs                | Partenaire | Score      |  |
| -- | ---------- | ------------------------ | ----------- | --------- | ---------- | ------------------------- | ---------- | ---------- |  |
| 8  | 13-09-1999 | President's Cup Tachkent | Int' Series | 475 000 $ | Dur (ext.) | Oleg Ogorodov Marc Rosset | Mark Keil  | 7-64, 7-61 |  |

## Parcours dans les tournois duGrand Chelem

### En simple
| Année | Open d'Australie | Open d'Australie | Internationaux de France | Internationaux de France | Wimbledon       | Wimbledon        | US Open        | US Open          |
| ----- | ---------------- | ---------------- | ------------------------ | ------------------------ | --------------- | ---------------- | -------------- | ---------------- |
| 1996  | —                | —                | —                        | —                        | 1er tour (1/64) | Aleksandr Volkov | —              | —                |
| 1999  | —                | —                | —                        | —                        | 1/8 de finale   | Gustavo Kuerten  | 2e tour (1/32) | Richard Krajicek |
| 2000  | 1er tour (1/64)  | Karim Alami      | —                        | —                        | —               | —                | —              | —                |

N.B. : à droite du résultat se trouve le nom de l'ultime adversaire.

### En double
| Année | Open d'Australie           | Open d'Australie       | Internationaux de France | Internationaux de France   | Wimbledon                    | Wimbledon                | US Open                    | US Open                 |
| ----- | -------------------------- | ---------------------- | ------------------------ | -------------------------- | ---------------------------- | ------------------------ | -------------------------- | ----------------------- |
| 1996  | —                          | —                      | 2e tour (1/16) P. Vízner | M. Woodforde T. Woodbridge | 2e tour (1/16) A. Richardson | E. Ferreira J. Siemerink | —                          | —                       |
| 2000  | 1er tour (1/32) A. Kitinov | N. Marques T. Vanhoudt | —                        | —                          | —                            | —                        | 2e tour (1/16) L. Tieleman | M. Damm D. Hrbatý       |
| 2001  | —                          | —                      | 1/8 de finale J. Knowle  | P. Pála P. Vízner          | 1er tour (1/32) T. Nelson    | J. Balcells S. Schalken  | 1er tour (1/32) T. Nelson  | T. Shimada M. Wakefield |

N.B. : le nom du ou de la partenaire se trouve sous le résultat ; le nom des ultimes adversaires se trouve à droite.